# Königlich Preußische Landgendarmerie

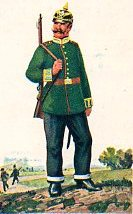
Preußischer Landgendarm der XI. Gendarmerie-Brigade Kassel

Die Königlich Preußische Landgendarmerie war von 1812 bis 1918 die Gendarmerie des Königreichs Preußen. Bis zur Gründung der preußischen Sicherheitspolizei 1919 war das Korps vor den Gendarmerien von Bayern und Sachsen mit 1918 gut 5.500 Gendarmen die größte Polizeitruppe des Kaiserreichs, wenn auch zahlenmäßig schwächer als die Königliche Schutzmannschaft Berlin mit rund 7.000 Beamten und die Schutzmannschaft Hamburg mit rund 6.000 Beamten. Im Gegensatz zur 1810 gegründeten Königlich Sächsischen Landgendarmerie, die dem Innenministerium unterstand, war die preußische Gendarmerie militärisch organisiert und Teil der Armee. Im Krieg gegen Frankreich 1870/71 und im Ersten Weltkrieg 1914/18 stellte sie den Kern der Feldgendarmerie. 1920 wurde sie in die Landjägerei umgewandelt.
Nach der Annexion des Kurfürstentums Hessen im Jahre 1866 wurde das Land-Gendarmeriekorps der Kurfürstlich-Hessischen Armee wie auch das Königlich hannoversche Landdragonerkorps bei der Annexion des Königreichs Hannover in preußische Dienste übernommen.

## Vorgeschichte
Im Jahr 1719 wurde unter Friedrich Wilhelm I. in Preußen das Militär- und Polizeiwesen von der Justiz getrennt. Es wurden sogenannte „Polizeyausreuther“ (Polizeiausreiter) für die Sicherheits- und Wohlfahrtspolizei eingeführt. Diese Aufgaben wurden häufig von früheren Militärangehörigen übernommen, die aufgrund körperlicher Gebrechen für den gewöhnlichen Militärdienst nicht mehr zur Verfügung standen. Doch als sich hier im Laufe der Zeit erhebliche Mängel einstellten, wurden die Ausreiter durch die „Landjäger“ ersetzt, die jedoch kurze Zeit später wieder aufgelöst wurden.

## Gründung
Die Gründung des Gendarmeriekorps erfolgte durch ein königliches Edikt am 30. Juli 1812 nach dem Vorbild der französischen Gendarmerie impériale. Überlegungen zur Gründung einer Polizeitruppe nach französischem Muster wurden bereits seit 1806 angestellt. Mit dem 1806 aufgelösten Regiment Gensdarmes der preußischen Armee hatte das Korps lediglich den Namen gemein.
Die Aufgaben des Gendarmeriekorps bestanden in
- der Unterhaltung ständiger Polizeiwachen,
- dem Gefangenentransport,
- der Unterstützung der Zivilbehörden,
- der Verhinderung von Desertionen,
- dem (behördlichen) Brieftransport im jeweiligen Landkreis,
- der Durchführung von Patrouillen sowohl zur Verhinderung als auch der Verfolgung von Verbrechen,
- der sofortigen Hilfeleistung bei Bedrohungen,
- der Aufnahme von Anzeigen gegen polizeiliche Vorschriften.

## Die Reform von 1820
Bereits acht Jahre nach seiner Gründung wurde das Korps durch König Friedrich Wilhelm III. mit der Verordnung über die anderweitige Organisation der Gendarmerie nebst Dienst-Instructionen vom 30. Dezember 1820 gründlich reformiert. Bislang noch bestehende regionale Gendarmerien des Königreichs wurden aufgelöst und die Kompetenzen zwischen Militär- und Zivilverwaltung eindeutig geregelt. Organisatorisch unterstand die Gendarmerie dem Kriegsministerium, im Dienst jedoch dem Innenministerium und den zivilen Behörden vor Ort. In jeder Provinz sollte eine, also insgesamt acht Brigaden stationiert werden, die jeweils in zwei Abteilungen gegliedert waren. Die Gesamtstärke des Korps sollte 96 Wachtmeister und 1.240 Gendarmen betragen, von denen 1.080 beritten waren. Von 1820 bis 1825 bestand auch eine Grenzgendarmerie, die aber wegen Ineffektivität wieder aufgelöst wurde; ihre Aufgaben übernahmen die Grenzbeamten als reine Steuerbeamte.

## Personal

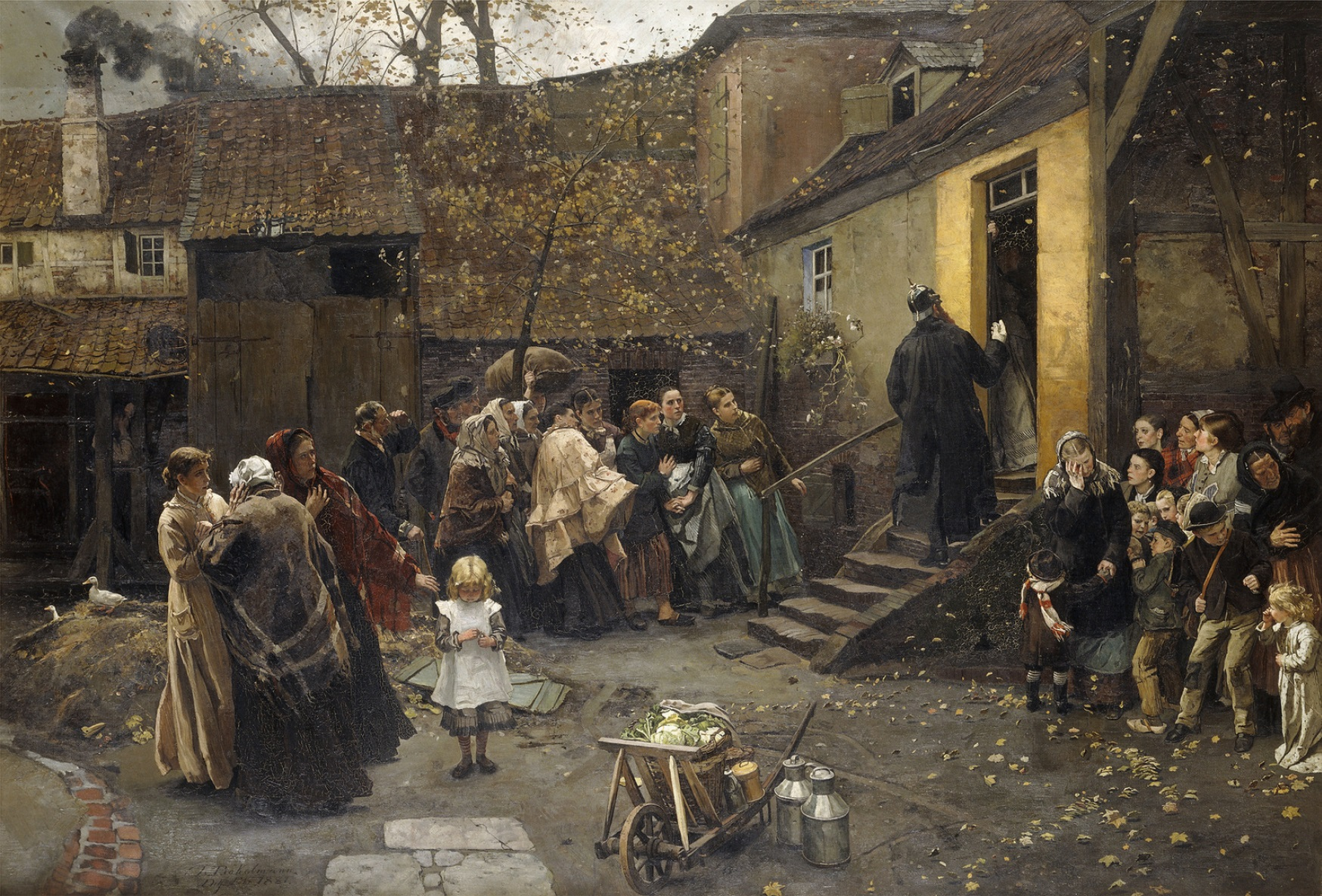
Christian Ludwig Bokelmann: Eine Verhaftung, 1881 – ein Genrebild, das einen preußischen Gendarmen im Einsatz zeigt

Die Gendarmerie rekrutierte sich ausschließlich aus ehemaligen Unteroffizieren des Heeres, später auch der Kaiserlichen Marine. Die Probezeit, die gleichzeitig als Ausbildungszeit galt, umfasste sechs Monate und endete mit der Gendarmerieprüfung. Ab 1899 wurden die angehenden Gendarmen in zwei Gendarmerieschulen in Einbeck und Wohlau ausgebildet (siehe unten). Die Gendarmerieoffiziere waren immer aus der Armee verabschiedete Halbinvaliden.
Einstellungsvoraussetzungen waren:
- eine einwandfreie Lebensführung,
- keine Vorstrafen,
- gute Kenntnisse des Lesens, Schreibens und Rechnens,
- Gesundheit und „kräftiger Körperbau“,
- „gute natürliche Geistesanlagen“.

Die Gendarmen selbst besaßen den Rang von Unteroffizieren und die Gendarmerieunteroffiziere den Rang von Wachtmeistern. Aufgrund der schlechten Kommunikationsverbindungen waren die unteren Behörden sowie die Gastwirte verpflichtet, die Gendarmen über polizeilich relevante Vorgänge zu informieren.
Die Ausrüstung der Fußgendarmen entsprach dem Infanteristen der Armee mit Tornister, Patronentasche und Brotbeutel sowie dem Gewehr mit aufgepflanztem Bajonett, das ständig mitzuführen war. Das Pferdematerial musste kriegstauglich sein, das heißt den Normen der Kavallerie entsprechen. Ab 1825 begann auch in der preußischen Gendarmerie die Reduzierung der berittenen Gendarmen zu Gunsten der Einstellung von Fußgendarmen. Auch wurde die Anzahl der Offiziere stark beschränkt, die nach Kriegsende 1815 aus Versorgungsgründen übermäßig in der Gendarmerie eingestellt worden waren.
In der Frühphase des Korps dienten die Gendarmen auch in Städten. So waren 1835 in der Hauptstadt Berlin 5 Wachtmeister und 117 Gendarmen stationiert.
1848 wurde die Gendarmerie im Zuge der Deutschen Revolution zusammen mit dem Militär aus Berlin abgezogen und stattdessen die Königliche Schutzmannschaft errichtet, die später das Vorbild zahlreicher deutscher Kommunalpolizeien werden sollte. Durch eine Kabinettsorder vom 19. September 1848 wurden Gendarmen mit einer einwandfreien 25-jährigen Dienstzeit das Recht des Tragens des silbernen Portepees am Offiziersäbel zugestanden. Diese rein äußerliche und nicht mit materiellen Vorteilen verbundene Anerkennung war in der militärisch organisierten Gendarmerie nicht ohne Bedeutung. Ab dem 1. Januar 1849 war für die Gehalts- und Pensionsleistungen nicht mehr das Kriegs-, sondern das Innenministerium zuständig.
Die Personalstärke betrug 1862:
- ein Chef im Rang eines Generals,
- ein Adjutant,
- acht Brigadiers im Rang eines Obersts,
- 35 Distriktsoffiziere meist im Rang eines Hauptmanns,
- 101 Oberwachtmeister
- 1.570 Gendarmen, davon 1.121 beritten.

Die Brigaden waren in Distrikte mit einem Distriktsoffizier an der Spitze eingeteilt. Diese wiederum teilten sich in Beritte, die in der Regel einen Landkreis umfassten. An der Spitze eines Beritts stand ein Oberwachtmeister, zuständig für die Ausbildung, die dienstliche Tätigkeit und die Führung der unterstellten Beamten.
Bei Ausbruch des Krieges gegen Frankreich wurde aus dem Gendarmeriepersonal die Feldgendarmerie gebildet. 1872 wurde die Gendarmeriebrigade Elsaß-Lothringen gegründet, die zwar nach preußischem Muster organisiert wurde, aber als Reichstruppe unabhängig blieb. 1875 wurden Dienstaufwandsentschädigungen, 1879 die Erstattung von Umzugskosten eingeführt. 1885/86 wurden für Oberwachtmeister und berittene Gendarmen Revolver eingeführt, die die völlig veralteten Reiterpistolen (offenbar Perkussionspistole M 50) ersetzten.
Die Personalstärke betrug 1903:
- ein Chef
- 12 Brigadiers
- 56 Distriktsoffiziere
- zwei Adjutanten
- fünf Beamte beim Korpsstab (davon zwei Zahlmeister)
- 427 Oberwachtmeister, davon 379 beritten
- 4.858 Gendarmen, davon 1.913 beritten
- drei Portiers als Hausmeister (jeweils einer beim Kommando in Berlin und den Gendarmerieschulen in Einbeck und Wohlau)

Am 20. Juli 1906 wurde eine neue Dienstvorschrift eingeführt, die auch Ende der 1920er Jahre noch gültig war. Neben Änderungen in der Ausbildung wurde den Gendarmen nun auch das Wahlrecht für Reichstag, Landtag und Gemeinden zugestanden.

## Organisation um 1905

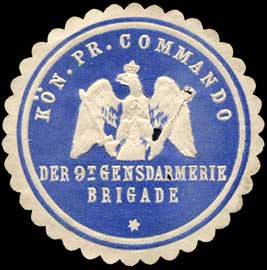
Siegelmarke Königlich Preussische Commando der 9t Gensdarmerie Brigade

1905 existierten analog zu den preußischen Provinzen 12 Gendarmeriebrigaden:
- 01. Brigade in Königsberg
- 02. Brigade in Stettin
- 03. Brigade in Berlin
- 04. Brigade in Magdeburg
- 05. Brigade in Posen
- 06. Brigade in Breslau
- 07. Brigade in Münster
- 08. Brigade in Koblenz
- 09. Brigade in Kiel
- 10. Brigade in Hannover
- 11. Brigade in Kassel
- 12. Brigade in Danzig

Die Verteilung der Gendarmen wurde zwischen dem Kriegs- und Innenministerium gemeinsam festgelegt. Die Stärke einer Gendarmeriebrigade betrug, im Gegensatz zum allgemeinen Begriff der Gendarmeriebrigade (fünf Gendarmen einschließlich eines Brigadiers), gut 300 Gendarmen, die von einem Oberst als Brigadier kommandiert wurde, dem vier bis fünf Distriktsoffiziere im Rang eines Hauptmanns mit je 40 bis 50 Gendarmen unterstanden.

## Erster Weltkrieg und Novemberrevolution

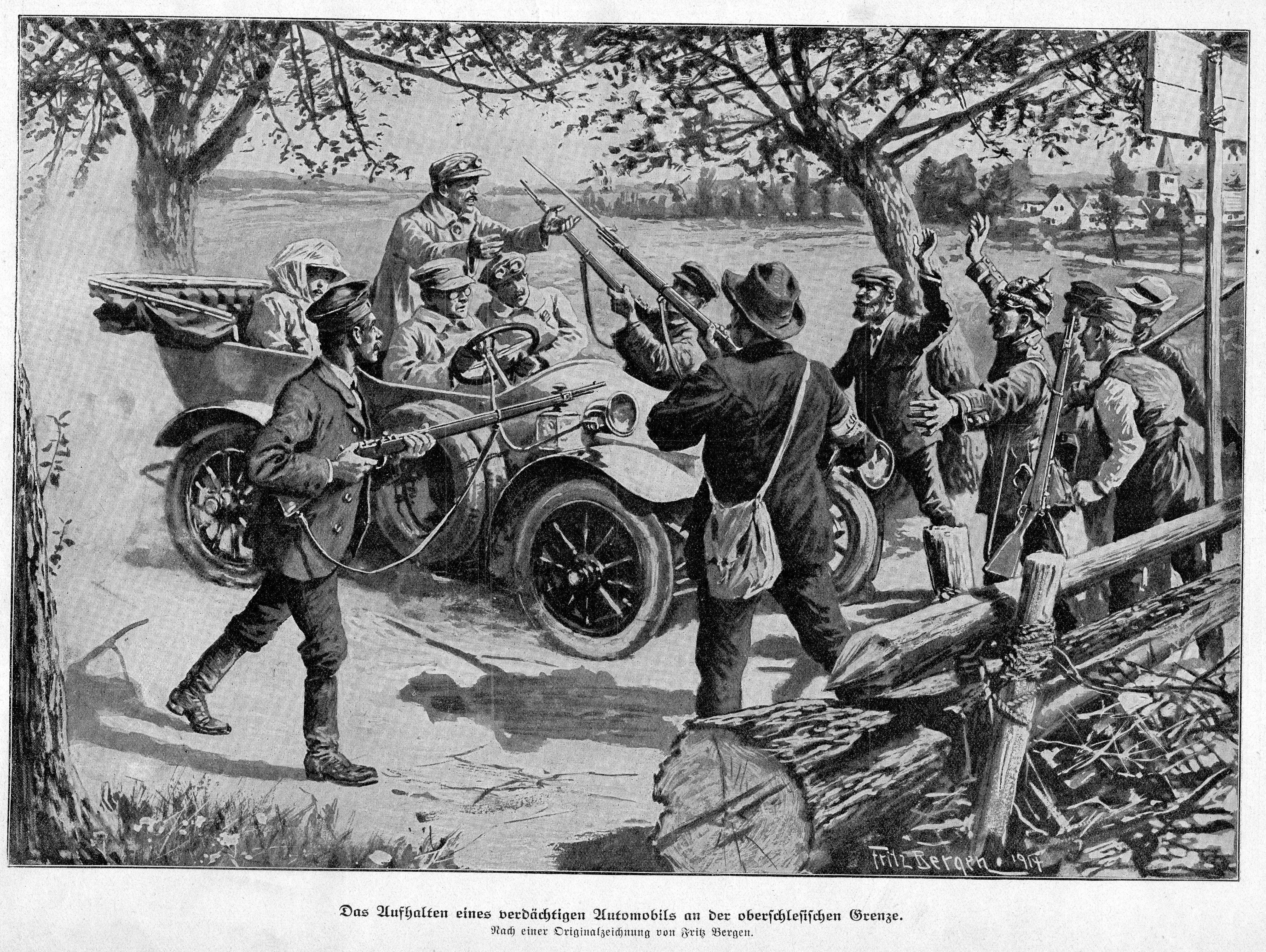
echts in der BiDas Aufhalten eines verdächtigen Automobils an der oberschlesischen Grenze 1914. Recht in der Bildmitte offensichtlich ein preußischer Landgendarm, vermutlich von der 6. Gendarmerie-Brigade Breslau..

Beim Ausbruch des Ersten Weltkriegs 1914 trat ein Achtel (12,5 %) der Oberwachtmeister und Gendarmen zur Feldgendarmerie über. Der größte Teil der berittenen Gendarmen musste die Pferde zur Armee abgeben und stieg auf Fahrräder um. Während des Krieges entwickelte sich ein zum Teil feindseliges Verhältnis zur Landbevölkerung, da die Umsetzung von Verordnungen zur Versorgung von Städten und dem Feldheer auf Widerstand stieß. Daher forderte das Innenministerium aufgrund der knappen Personaldecke schließlich vom Kriegsministerium abkömmliche Unteroffiziere und Mannschaften der Ersatztruppenteile an, die als Hilfsgendarmen vor allem zur Bekämpfung des Schleichhandels eingestellt wurden. Ende Juni 1917 erschien daher die „Dienstanweisung für die Hilfsgendarmen und Hilfsfeldjäger“, in der die Aufgaben der Gendarmen klar definiert wurden:
- Sicherung der Landwirtschaft;
- Verhinderung von Sabotage, z. B. an Eisenbahnen, Wegen, Kanälen. Fernleitungen, Erntevorräten aller Art, Mühlen, Speichern, Scheunen;
- Überwachung der Kriegsgefangenen, Verhinderung der Flucht und Wiederergreifung von Kriegsgefangenen.

Die Hilfsgendarmen trugen im Dienst die Uniform ihres Truppenteils sowie eine weiße Armbinde mit der Aufschrift: „Hilfsgendarm (Hilfsfeldjäger) stellv. Generalkommando … Armeekorps“. Sie unterstanden den Gendarmen und deren bürgerlichen Vorgesetzten. Obwohl versucht wurde, die Fachkenntnisse der Hilfsgendarmen mit improvisierten Lehrgängen zu fördern, wurde deutlich, dass das zur Feldgendarmerie einberufene Personal dringend benötigt wurde. Daher wurde Ende 1916 damit begonnen, die bei Kriegsausbruch zur Feldgendarmerie einberufenen Gendarmen zurückzubeordern, was bis zum Sommer 1917 auch geschah. Unabhängig davon verblieben allein in der Landgendarmerie bis Kriegsende gut 2.000 Hilfsgendarmen.
Während der Novemberrevolution 1918 wurde auch die Gendarmerie oftmals von Arbeiter- und Soldatenräten entwaffnet. Unmittelbar nach Ausbruch der Revolution, am 19. November, wurde der militärische Status der Gendarmerie abgeschafft und diese vollständig dem Innenministerium unterstellt. Dies wurde auch von der Gendarmerie selbst begrüßt, zumal die sächsische Gendarmerie und die Schutzmannschaften der Großstädte schon immer den Innenministerien bzw. Stadtmagistraten unterstanden. Völkerrechtlich gesehen bedeutete dies den Wechsel vom Kombattanten zum Nichtkombattanten. De facto besaßen die Gendarmen jedoch schon seit dem 12. November Versammlungsfreiheit und das Recht zur Vereinsbildung, da der Rat der Volksbeauftragten in Preußen dies allen Beamten zugestanden hatte. Bereits am 28. November 1918 wurde der „Preußische Gendarmerie-Verein“ gegründet, der später in „Verband preußischer Landjägereibeamten e. V.“ umbenannt wurde und als frühe Form einer Beamtengewerkschaft angesehen werden kann.
Die Personalstärke der preußischen Landgendarmerie betrug am 1. April 1919:
- ein Chef,
- 12 Brigadiers,
- zwei Adjutanten des Chefs,
- 59 Distriktsoffiziere,
- 14 Zahlmeister,
- zwei Registratoren,
- ein Kalkulator,
- 472 Oberwachtmeister (davon 383 beritten),
- 5.380 Gendarmeriewachtmeister (davon 2.045 beritten),
- drei Pförtner.

Dazu kamen gut 3.000 Hilfsgendarmen, die sich zum Teil aus der früheren Gendarmeriebrigade Elsaß-Lothringen, aber offensichtlich zum größten Teil aus den ehemaligen Hilfsgendarmen sowie 900 Anwärtern rekrutierten, die vorher aus etatsmäßigen Gründen noch nicht übernommen werden konnten. Am 6. März 1919 wurden die Gendarmen zu Hilfsbeamten der Staatsanwaltschaft ernannt.

## Landjägerei
Mit einer Verordnung der preußischen Staatsregierung vom 21. Juni 1920 wurde die Landgendarmerie in Landjägerei umbenannt und die Dienstgrade entsprechend angepasst, z. B. Gendarmeriedistriktsoffizier zu Landjägerrat, Gendarmerie-Oberwachtmeister zu Landjägermeister, Gendarmerie-Wachtmeister zu Oberlandjäger und Landjäger. Polizeichef war der jeweilige Landrat.
Die mit dem königlichen Wappen versehenen Helme wurden noch bis 1922 getragen, bis ihre Verwendung sowohl inner- wie außerdienstlich durch eine Verordnung des MdI vom 9. August 1922 untersagt wurde. Stattdessen wurde lediglich die Dienstmütze getragen, bis 1926 analog zur Schupo der Tschako eingeführt wurde.
Die Personalstärke der Landjägerei im Außendienst betrug zum 1. April 1922 673 Landjägermeister, 4.227 Oberlandjäger und 4.227 Landjäger.

## Gendarmerieschulen
1899 wurden auf Beschluss des Innenministeriums vom 30. Juni in Einbeck und Wohlau Gendarmerienschulen eingerichtet, da sich seit Jahren ein Defizit in der fachwissenschaftlichen Ausbildung gezeigt hatte. Der Lehrbetrieb wurde noch im selben Jahr aufgenommen.
Lehrer waren der Kommandeur, sein Stellvertreter und einige Oberwachtmeister. Lehrgangsteilnehmer waren die aus dem Heer verabschiedeten Offiziere mit Aussicht auf Anstellung in der Gendarmerie und die aus dem Heer übergetretenen Gendarmerieanwärter. Außerdem wurden zweimonatige Lehrgänge für Oberwachtmeisteranwärter abgehalten. Weiterhin erhielten alte Oberwachtmeister vierwöchige Lehrgänge, um sie mit dem Schulwesen vertraut zu machen. Nach und nach wurden aus demselben Grund auch sämtliche Offiziere für einige Wochen an die Schule abkommandiert. Der Lehrstoff umfasste folgende Fächer:
- Befehls- und Instruktionsbuch;
- Ausrüstung und Bekleidung;
- Kompetenzen;
- Strafgesetzbuch, Strafprozessordnung;
- Geschichte und Verfassungsrecht;
- Vereinsgesetz, Gewerbeordnung, Pressepolizei, Maß- und Gewichtspolizei, Jagd-, Feld-, Fischerei- und Forstpolizei, Forstdiebstahl, Wege-, Bau- und Feuerpolizei;
- Ermittlungsdienst;
- Sanitätsdienst, Viehseuchenpolizei;
- Schriftführung (Tagebuch, Steckbriefregister pp.).

Außerdem wurde Schieß- und Radfahrunterricht erteilt, zusätzlich besuchten die Gendarmen zur praktischen Anschauung Schöffengerichtsverhandlungen am Amtsgericht Einbeck. Am Ende des Lehrgangs nahm der Kommandeur eine schriftliche und mündliche Abschlussprüfung ab.
Die Vorbereitung der Offizieranwärter erfolgte auf freiwilliger Basis; sie konnten daher jederzeit von dem Lehrgang zurücktreten. Ihr Unterricht umfasste Staatsrecht, allgemeine Gesetze und Rechtspflege. Es wurde davon ausgegangen, dass die Offizieranwärter den Stoff der Gendarmerieanwärter bereits beherrschten.
Eine „Dienstanweisung für die Preußischen Gendarmerieschulen“ erschien erst 1910. Bei Ausbruch des Ersten Weltkriegs wurden beide Schulen geschlossen, da nur mit einem kurzen Kriegsverlauf gerechnet wurde. Allerdings zeigte sich bald die Notwendigkeit der Wiedereröffnung. Im September 1916 wurde in Einbeck der Schulbetrieb wieder aufgenommen. Infolge der Novemberrevolution wurden beide Schulen wieder geschlossen, jedoch Anfang 1919 wieder geöffnet. Am 21. Juli 1920 erfolgte die Umbenennung in Landjägereischulen, am 15. September 1927 wurde in Allenstein eine dritte Schule eröffnet.

## Uniformierung
Die Uniformierung scheint in den Anfangsjahren, bedingt durch den starken Mangel an Uniformstoffen während und nach den Koalitionskriegen, sehr uneinheitlich gewesen zu sein. Offenbar trugen Gendarmen wie Offiziere die Uniformen ihrer alten Einheiten auf oder eine Kombination aus alten und neuen Uniformteilen.

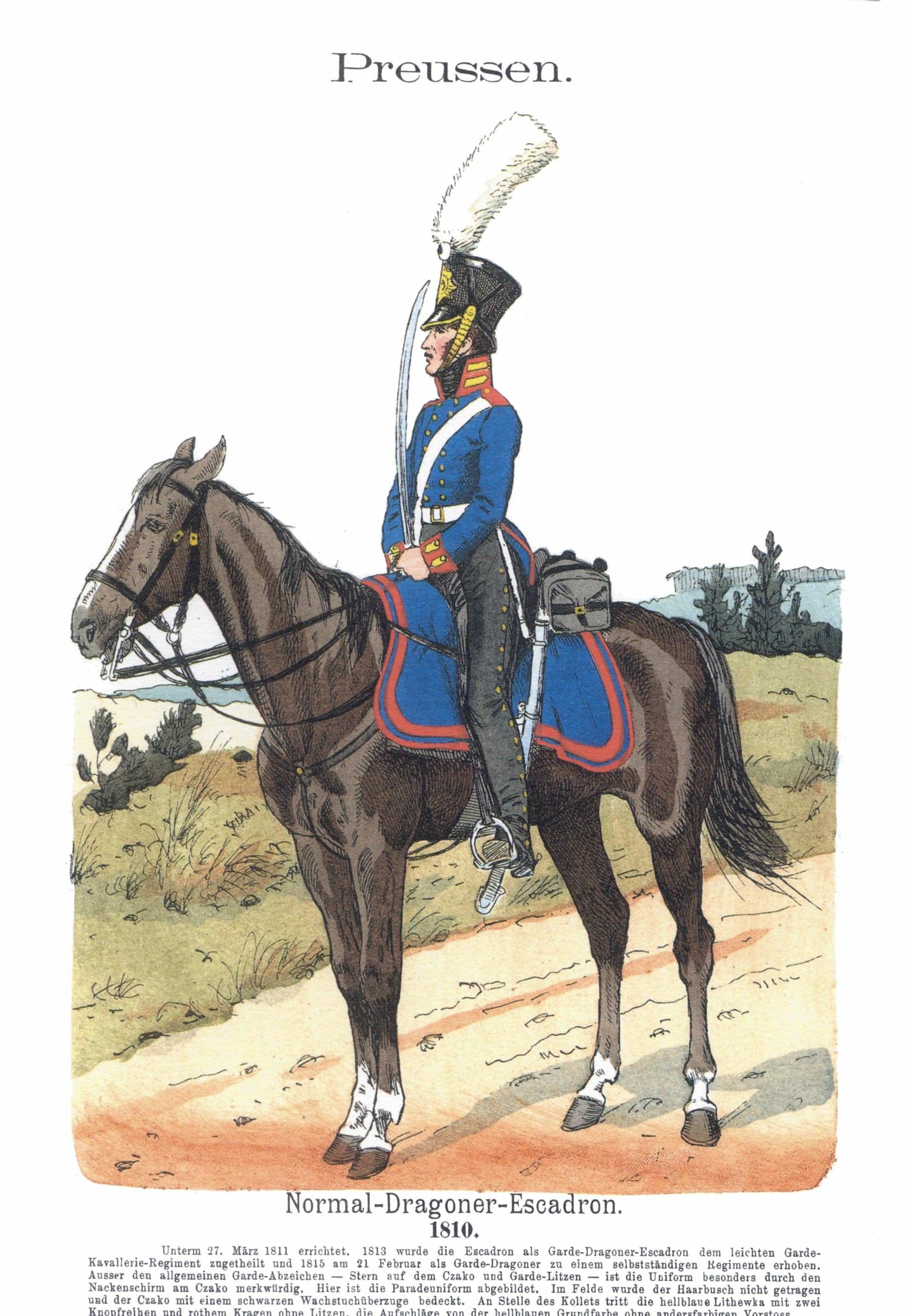
Knoe07 35

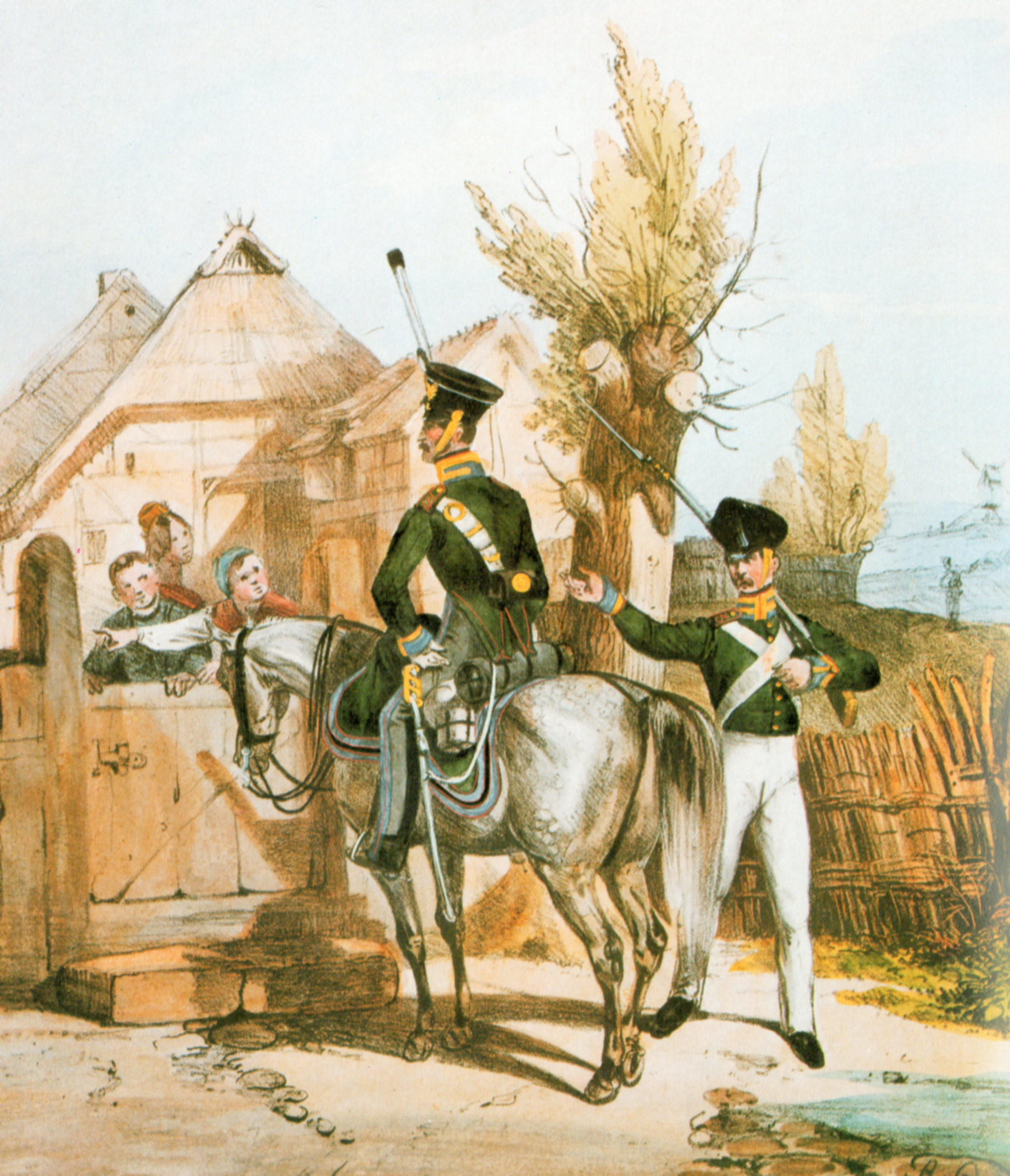
Preußische Gendarmen um 1840 Unteroffiziere zu Pferd und zu Fuß

Die 1812 eingeführte Uniform war offenbar an die der preußischen Dragoner angelehnt und bestand aus einem dunkelblauen Kollett für Reiter und einem langen Rock für Fußgendarmen, dunkelgrauen langen Hosen und einem schwarzen Tschako, der mit einem Überzug aus Wachstuch versehen werden konnte. Der Rockkragen war kornblumenblau. Offiziere konnten außer Dienst einen zweispitzigen Hut (Spitze nach vorn) tragen. Die Uniform wurde im Zuge der Reform von 1820 geändert und ein dunkelgrünes Kollett analog zu den Jägern und Schützen der Armee eingeführt.
1843 erfolgte analog zur Armee eine völlige Neu-Uniformierung. Der Tschako wurde durch den Helm (Pickelhaube) und das Kollett durch den Waffenrock ersetzt. Die Hosenfarbe blieb dunkelgrau und die Rockfarbe dunkelgrün. 1871 wurden schwarzblaue Hosen eingeführt. Offiziere trugen von den 1880er Jahren bis ca. 1906 bei Gelegenheit einen schwarzen Überrock (Interimsrock), im Sommer war ihnen außer Dienst das Tragen weißer Hosen gestattet. Die früher grauen Mäntel wurden durch schwarze ersetzt. Ab 1900 durften die Gendarmen eine Pelerine ohne Abzeichen tragen. Ab 1903 waren Offizieren und Oberwachtmeistern das Tragen von grauen Litewken erlaubt, ab 1904 den Gendarmen ein sogenannter Hausrock ohne alle Abzeichen. Kurz vor Kriegsausbruch 1914 war ein leichter graugrüner Sommerrock in Erprobung.
Diese Uniform wurde kaum verändert bis zum Ausbruch des Ersten Weltkriegs getragen. Ab 1916 wurde die feldgraue Uniform der Infanterie mit Bluse, steingrauer Hose und dem feldgrauen Einheitsmantel eingeführt. Inwieweit diese Uniformierung tatsächlich vollständig umgesetzt wurde, ist unklar. Nach dem Krieg wurde je nach Verfügbarkeit ein Sammelsurium von alten grünen und feldgrauen Bekleidungsstücken getragen. 1925 wurde für die nunmehrige Landjägerei eine graugrüne Uniform (Rock und Hose) und 1926 der Tschako der Schutzpolizei eingeführt. Diese Uniform wurde 1928 noch einmal modifiziert und für alle Beamten zusätzlich eine Stiefelhose in Breechesform eingeführt.

## Chefs der Landgendarmerie
| Dienstgrad                             | Name                                        | Datum                                                               |
| -------------------------------------- | ------------------------------------------- | ------------------------------------------------------------------- |
| Generalmajor/Generalleutnant           | Ludwig von Brauchitsch                      | 10. Mai 1812 bis 19. Januar 1827                                    |
| Generalleutnant                        | Ernst Ludwig von Tippelskirch               | 30. Januar 1827 bis 23. Januar 1840                                 |
| Generalleutnant                        | Karl Georg von Loebell                      | 27. Januar 1840 bis 15. Oktober 1841                                |
| Generalleutnant                        | Peter von Colomb                            | 02. Dezember 1841 bis 20. September 1843                            |
| Generalleutnant                        | Leopold von Lützow                          | 21. September 1843 bis 29. August 1844                              |
| Generalleutnant                        | Wilhelm von Ditfurth                        | 03. Oktober 1844 bis 7. März 1848                                   |
| Generalmajor                           | Wilhelm von Thümen                          | 08. März 1848 bis 3. April 1856                                     |
| Generalmajor                           | Ludolf von Alvensleben                      | 08. August 1857 bis 20. April 1865 (mit der Führung beauftragt)     |
| Generalleutnant/General der Kavallerie | Ludolf von Alvensleben                      | 21. April 1865 bis 29. Dezember 1867                                |
| Generalleutnant                        | Friedrich von Bismarck-Bohlen               | 01. Januar 1868 bis 29. Juli 1870                                   |
| Generalleutnant                        | Alexander von Stuckrad                      | 30. Juli 1870 bis 17. August 1871                                   |
| Generalleutnant                        | Emil von Schwartzkoppen                     | 19. Oktober 1871 bis 23. Dezember 1873                              |
| General der Infanterie                 | Ferdinand von Stülpnagel                    | 24. Dezember 1873 bis 15. Oktober 1875                              |
| Generalmajor/Generalleutnant           | Gustav von Neumann-Cosel                    | 16. November 1875 bis 1. November 1878 (mit der Führung beauftragt) |
| Generalmajor/Generalleutnant           | Hermann von Wartensleben                    | 02. November 1878 bis 5. April 1880 (mit der Führung beauftragt)    |
| General der Kavallerie                 | Gustav Waldemar von Rauch                   | 20. April 1880 bis 1. August 1888                                   |
| Generalleutnant/General der Infanterie | Albert von Rauch                            | 02. August 1888 bis 24. August 1897                                 |
| Generalleutnant/General der Infanterie | Ludwig von Hammerstein-Loxten               | 25. August 1897 bis 31. Juli 1904                                   |
| General der Kavallerie                 | Victor von Hennigs                          | 01. August 1904 bis 8. September 1908                               |
| Generalleutnant/General der Infanterie | Kurt von Medem                              | 09. September 1908 bis 24. Juni 1913                                |
| General der Infanterie                 | Thilo von Westernhagen                      | 25. Juni 1913 bis 9. August 1916                                    |
| General der Artillerie                 | Franz Friedrich von Pfeil und Klein-Ellguth | 10. August 1916 bis 31. März 1921                                   |